# Szarvas Félix
Szarvas Félix, másképp Szarvas Bódog (Budapest, 1873. november 6. – Tel-Aviv, 1956. december 22.) szülész-nőgyógyász.

## Élete
Szarvas Vilmos (1827–1897) magánzó és Wolfsohn Ernesztina (1848–1898) fiaként született zsidó családban.
Középiskolai tanulmányait a Budapesti VII. kerületi Magyar Királyi Állami Gimnáziumban végezte, ahol 1891-ben tett érettségi vizsgát. 1896. október 10-én a Budapesti Tudományegyetemen avatták orvosdoktorrá. Orvostanhallgatóként a Leíró-, tájboncztani és Szövettani Intézet demonstrátora volt, illetve a II. sz. Kórbonctani Intézetben alkalmazták díjazatlan gyakornokként. 1896 májusában Stangl Sándorral közösen elnyerték a közegészségtani Pasquich-féle 70 forintos egyetemi pályadíjat. 1898 márciusában letette a tisztiorvosi vizsgát. Orvosi oklevelének megszerzése után kórházi gyakornokként dolgozott. 1900 és 1903 között az I. sz. Szülészeti és Nőgyógyászati Klinika gyakornoka volt. 1908-ban a Budapesti Újságírók Egyesülete nőorvosává választotta. Az 1910-es évek elején a IX. kerületi Ráday utca 8. szám alatt nyitotta meg rendelőjét.
Az első világháború idején ezredorvosi fokozatba léptették elő a Budapesten felállított hadikórháznál (1915). 1923–1924-ben az Amerikai Egyesült Államokban járt tanulmányúton.
A vészkorszak alatt családjával elkerülte a deportálást, azonban lakásukat, – melyben rendelőjét is működtette – bombatalálat érte. Az 1945. évi népösszeírás alapján mint társbérlők, egy V. kerületi (Katona József utca 25.) lakásba kerültek.

### Családja
Felesége Pollatschek Kornélia (1888–1971) volt, Pollatschek Bódog és Prager Janka lánya, akit 1910. július 25-én Budapesten, az Erzsébetvárosban vett nőül.
Gyermekei Szarvas Klári (1911–2007) hárfaművész és Szarvas Ilona (1914–1992) zenetanár, aki Vámos György (1912–2002) Kossuth-díjas gépészmérnök felesége lett.
Unokái: Ilana Sivan (1941) klinikai pszichológus, Vámos Éva (1942) és Roni Weissberger (1947).

## Művei
- Partus serotinus esete. (Orvosi Hetilap, 1917, 4.)
- Evisceratiot pótló műtéti eljárás. (Orvosi Hetilap, 1930, 21.)
- Új műtéti eljárás nodus haemorrhoidalis esetén. (Orvosi Hetilap, 1930, 22.)
- Az eklampsia valószínű oka. (Orvosi Hetilap, 1932, 34.)
- Az episiotomiáról és módosításáról. (Orvosi Hetilap, 1937, 19.)